# Вија Ларга (Болоња)
Вија Ларга (итал. Via Larga) је насеље у Италији у округу Болоња, региону Емилија-Ромања.
Према процени из 2011. у насељу је живело 30 становника. Насеље се налази на надморској висини од 36 м.